# Suite en la majeur
La Suite en la majeur est un cycle de pièces pour piano d'Antonín Dvořák. Composée en 1894, la suite est orchestrée l'année suivante par le compositeur et constitue la Suite américaine.

## Présentation
La Suite pour piano en la majeur est composée par Dvořák aux États-Unis en 1894, en quelques jours seulement, du 24 février au 1er mars,.
La partition est publiée par Simrock en 1894 et possiblement créée à Rychnov nad Kněžnou par Josef Sallac le 6 décembre 1894. L'année suivante, l’œuvre est orchestrée et constitue la Suite américaine.
La Suite en la majeur porte le numéro d'opus 98 et, dans le catalogue des œuvres du compositeur établi par Jarmil Burghauser, le numéro B. 184,.

## Structure
La Suite en la majeur, d'une durée moyenne d'exécution de dix-huit minutes environ, est constituée de 5 mouvements, :
1. Moderato ;
2. Vivace ;
3. Allegretto ;
4. Andante ;
5. Allegro.